# ليزا وو
ليزا وو (بالإنجليزية: Lisa Wu)‏ هي منتجة أفلام وممثلة أمريكية، ولدت في 23 يناير 1973 في إنغليووود في الولايات المتحدة.

## وصلات خارجية
- ليزا وو على موقع IMDb (الإنجليزية)
- ليزا وو على موقع قاعدة بيانات الفيلم (الإنجليزية)